# Přeštice - V Hlinkách
Přeštice - V Hlinkách este o arie protejată (arie specială de conservare — SAC, sit de importanță comunitară — SCI) din Republica Cehă întinsă pe o suprafață de 9,31 ha, integral pe uscat.

## Localizare
Centrul sitului Přeštice - V Hlinkách este situat la coordonatele 49°35′53″N 13°18′50″E / 49.598056°N 13.313889°E.

## Înființare
Situl Přeštice - V Hlinkách a fost declarat sit de importanță comunitară în aprilie 2005 pentru a proteja 1 specie de animale. Situl a fost protejat și ca arie specială de conservare în ianuarie 2018.

## Biodiversitate
Situată în ecoregiunea continentală, aria protejată nu include niciun habitat protejat.
La baza desemnării sitului se află o specie protejată de  amfibieni: izvoraș-cu-burta-galbenă (Bombina variegata).